# Posušje

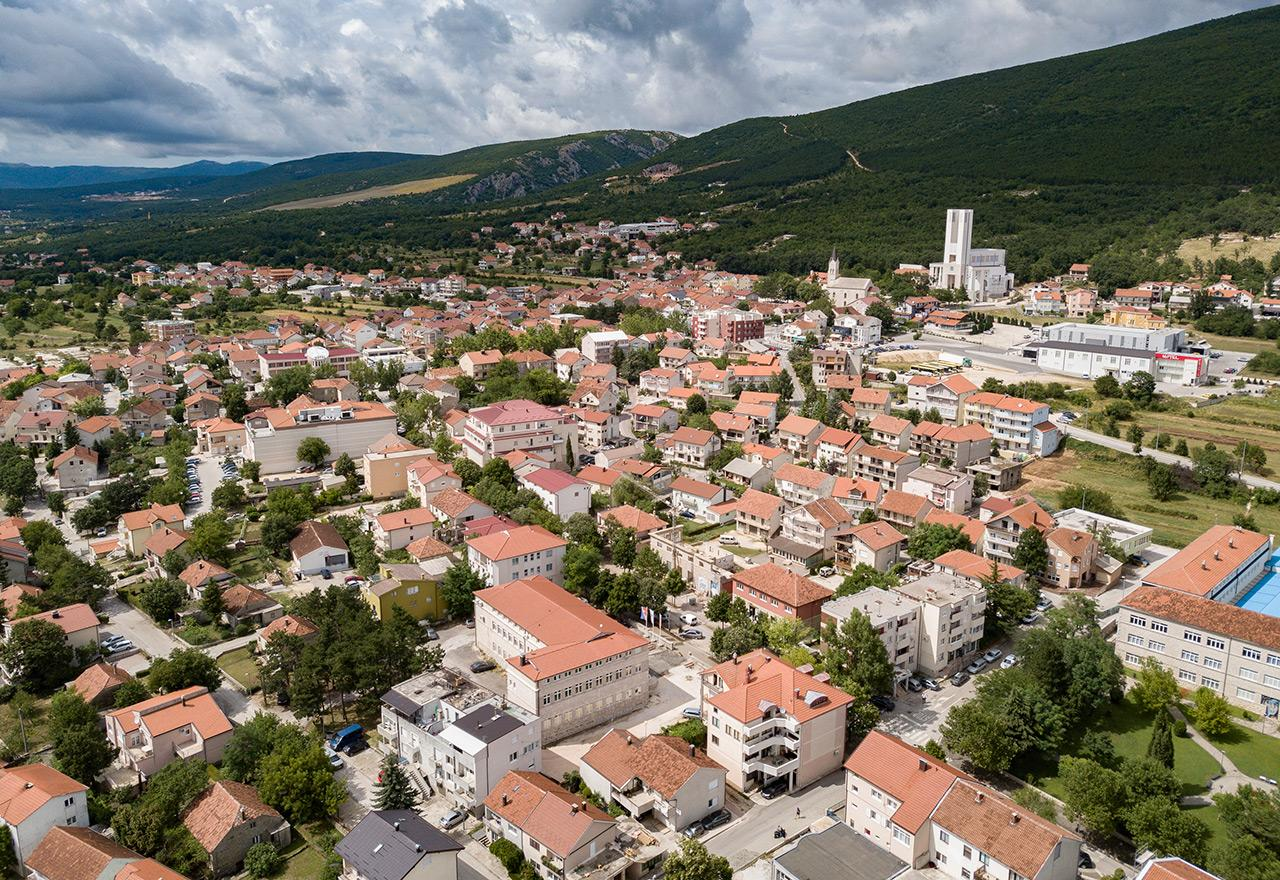
Posušje

Posušje anhörenⓘ ist eine Großgemeinde (Općina) in Bosnien und Herzegowina mit rund 20.700 Einwohnern. Die mehrheitlich von Kroaten bevölkerte Gemeinde liegt in der westlichen Herzegowina und gehört zum Kanton West-Herzegowina der Föderation. Hauptort der Gemeinde ist die Stadt Posušje mit etwa 20.500 Einwohnern (Stand 2013).
Der Name Posušje bedeutet „Gegend, die arm an Wasser ist“.

## Geografie
Mehr als zwei Drittel der Gesamtfläche der Općina sind bergiges, teils verkarstetes und teils stark bewaldetes Gelände mit Höhen bis über 2200 m. Das Hauptsiedlungsgebiet liegt im Tal Posuško Polje, das die Gemeinde im südlichen Teil von West nach Ost durchzieht. Die Općina hat eine Gesamtfläche von ca. 460 km².
Die Stadt liegt auf 600 m über dem Meeresniveau. Die Gemeinde liegt insgesamt auf Meereshöhen zwischen 350 m und 2298 m, wobei das flachere Stück sich bis zur kroatischen Grenze erstreckt. Im Norden der Gemeinde liegt der Naturpark Blidinje jezero, in dessen Zentrum der gleichnamige See liegt.

### Nachbargemeinden
Posušje grenzt im Nordwesten an die Gemeinde Tomislavgrad, im Norden an Jablanica, im Osten an Široki Brijeg, im Süden an Grude und im Westen an Imotski (Kroatien).

### Geografische Lage
Die Stadt liegt auf einer Höhe von 675 Meter. Der südliche Teil der Gemeinde Posušje ist etwa 25 km Luftlinie vom Adriatischen Meer entfernt. Der östliche Teil (Berg Čvrsnica, 2.228 m) ist etwa 10 km vom Fluss Neretva entfernt. Sarajevo liegt rund 90 km nordöstlich von Posušje.

## Bevölkerung
Bei der Volkszählung 1991 ergab sich folgende Bevölkerungszusammensetzung:
- Kroaten: 16.963 (99 %)
- Jugoslawen: 26 (0,15 %)
- Serben: 9 (0,05 %)
- Bosniaken: 6 (0,04 %)
- Andere: 130 (0,76 %)
- Gesamt: 17.134

## Ortsgemeinden und Dorfgemeinschaften
1. Batin
2. Brocanac
3. Čitluk
4. Gradac
5. Karamatici
6. Lekina Draga
7. Lipovice
8. Osoje
9. Podbila
10. Poklečani
11. Posušje (Stadt)
12. Rakitno
13. Rastovača
14. Sutina
15. Tomilje
16. Tribistovo
17. Vir
18. Vranic
19. Zagorje
20. Zavelim

## Geschichte

### Altsteinzeit und der Jungsteinzeit
Die Geschichte der Stadt Posušje reicht bis etwa in die jüngere Steinzeit, Keramiken aus dieser Zeit wurden in Vukove njive, Iličinova lazina, Prataruše und Žukovička pećina gefunden. Von der Kupferzeit (2400–1800. v. Chr.) zeugen Funde in Nečajno und Trostruka gradina zwischen Posušje und Grude. Man hat in Dörfern der Općina zahlreiche Zeugnisse aus illyrischer und römischer Zeit gefunden.

### Die Römer
Eine wichtige Römische Straße verlief von Narona (Vid bei Metković) bis Delminium (Duvanjsko polje) über Vinjani, Vir und Zavelim. Vinjani war ein sehr wichtiger Verkehrsknotenpunkt. Die zweite bekannte Straße verlief über Gradac-Tribistovo-Poklečani-Petrovići. Gradac war die wichtigste Siedlung in der Gegend. In Gradac fand man zwei römische Befestigungen und eine Basilika aus der Spätantike, die aus dem 4. Jahrhundert n. Chr. stammen. In Nähe von Čitluk bei Dočići befindet sich die Villa Rustica, bei Orlov kuk existierte eine weitere römische Befestigung. Es befanden sich auch römische Befestigungen in Plišivici bei Vinjani sowie im Vir bei Gradina. In Vir hat man Münzen Drahma Dyrahija gefunden, die aus der Römerzeit stammen.
Zwei römische Befestigungen hat man in Tribistovo, Sutina und Rakitno entdeckt. In Petrovićima befand sich auch eine Basilika. In Zagorje fand man Münzen von Konstantin I. und Valens.

### Slawische Besiedelung
Im 7. Jahrhundert begann die Besiedlung der römischen Provinzen Dalmatien und Pannonien durch die Slawen.
Im 8. Jahrhundert war Posušje wie die ganze Herzegowina Teil des Kroatischen Königreichs. Aus dieser Zeit stammen viele altkatholische Gräber rund um die frühchristliche Basilika in Gradac.
Erstmals wird die Stadt im Jahr 1378 erwähnt.

### Osmanische Herrschaft
1493 eroberten die Osmanen Posušje, Vir fiel 1513 als letzter Ort in der Herzegowina in osmanische Hände, deren Herrschaft bis 1878 andauerte. Zwischen 1878 und 1918 gehörte die Stadt zum Machtbereich der Habsburgermonarchie.

### Königreich der Serben, Kroaten und Slowenen (erstes Jugoslawien, 1918–1941)
Ab 1918 gehörte Posušje zum Königreich der Serben, Kroaten und Slowenen, dessen Name 1929 in Königreich Jugoslawien geändert wurde.

### Zweiter Weltkrieg
Von 1941 bis 1944 gehörten Kroatien und Bosnien-Herzegowina bis zur Drina zum Unabhängigen Staat Kroatien (NDH). 1943 bombardierten italienische Truppen Partisanen-Stellungen in Gradac Posuški. Am 18. November 1944 eroberten kommunistische Partisanen Posušje.

### SFRJ (zweites Jugoslawien, 1945–1991)
Von 1945 bis 1992 gehörte Posušje zur Sozialistischen Föderativen Republik Jugoslawien (SFRJ). Innerhalb des Staatenbundes gehörte die Stadt zur sozialistischen Teilrepublik Bosnien und Herzegowina.

### Krieg 1992 bis 1995
Nach dem Austritt von Bosnien und Herzegowina aus dem Staatsverband Jugoslawien und dem daraus resultierenden Bosnienkrieg gehörte Posušje zum Einflussbereich des Kroatischen Verteidigungsrates. Seit dem
Friedensschluss von Dayton 1995 ist Posušje Teil der Föderation Bosnien und Herzegowina.

### Zeittafel
- 1378 erste Erwähnung von Posušje in einem Dokument. Es beschreibt die Versammlung (Sabor), die Margareta, Witwe von Ivan Nelipić ausgerufen hat. Er war der Besitzer von Posušje.
- 1403 wird Posušje in einem Handelsdokument zwischen Bosnien und der Republik Ragusa (Dubrovnik) erwähnt
- 1408 Der bosnische König Ostoja nennt Posušje als Pfarrei[1] (Župom). Er schenkt die Stadt der Adelsfamilie Radivojević.
- 1493 Posušje wird von den Türken erobert.
- Nach der Eroberung der Stadt durch die Türken wurden alle Kirchen in Posušje systematisch zerstört (Gradac, Rastovača, Ričina).
- 1820 Die Familie Jukić schenkt den Franziskanern Ländereien innerhalb der Stadt.
- 1832 befindet sich Posušje im Aufstand unter Führung des Kapetans von Ljubuški.
- 1844 Ankunft von Franziskanern
- 1872 Bauanfang der Kirche in Posušje.
- 1875 Aufstand in der Herzegowina. Der Pfarrer von Posušje Filip Čutura organisiert den Aufstand in der Bekija. (Herzegowina-Aufstand 1875–1878)
- 1878 endet die Herrschaft der Türken, die Habsburgermonarchie übernimmt die Macht.

## Religion
In den Kriegen des 17. Jahrhunderts wurden die Pfarreien zerstört. Als wieder ein relativer Frieden im 18. Jahrhundert herrschte, sammelten die Franziskaner die übrig gebliebenen Gläubigen und bildeten Pfarrgemeinden. Errichtet wurde die Pfarrei Posušje im Jahr 1823. Es gibt sieben römisch-katholische Pfarrgemeinden in der Općina Posušje. Die Pfarrgemeinden gehören zum Bistum Mostar-Duvno.
1. Pfarrgemeinde Posušje
2. Pfarrgemeinde Posuški Gradac
3. Pfarrgemeinde Vir
4. Pfarrgemeinde Vinjani
5. Pfarrgemeinde Zagorje
6. Pfarrgemeinde Rakitno
7. Pfarrgemeinde Sutina

## Politik
1. HDZ – Hrvatska demokratska zajednica (Kroatische Demokratische Gemeinschaft)
2. HSP – Koalicija HSP-Đapić-Dr.Jurišić, UHSP, Nezavisni pravaši
3. HDU – Hrvatska Demokratska Unija
4. HKDU – Hrvatska Kršćansko Demokratska Unija

## Wirtschaft und Infrastruktur
Die wirtschaftliche Situation ist insgesamt besser als in weiten Teilen von Bosnien und Herzegowina. Dies ist vor allem begründet in ausbleibenden Zerstörungen während des Bosnienkrieges sowie der Nähe zur kroatischen Grenze, die einen regen Grenzhandel nach sich zieht. Trotz allem ist die Arbeitslosigkeit hoch und die Infrastruktur in einem schlechten Zustand.

### Verkehr
Die Stadt Posušje liegt an der Magistralstraße M15 von Bugojno über Kupres nach Mostar. Ebenso führt die nationale Verbindungsstraße 6-1 von Bugojno nach Split durch Posušje.

## Sport

### Fußball

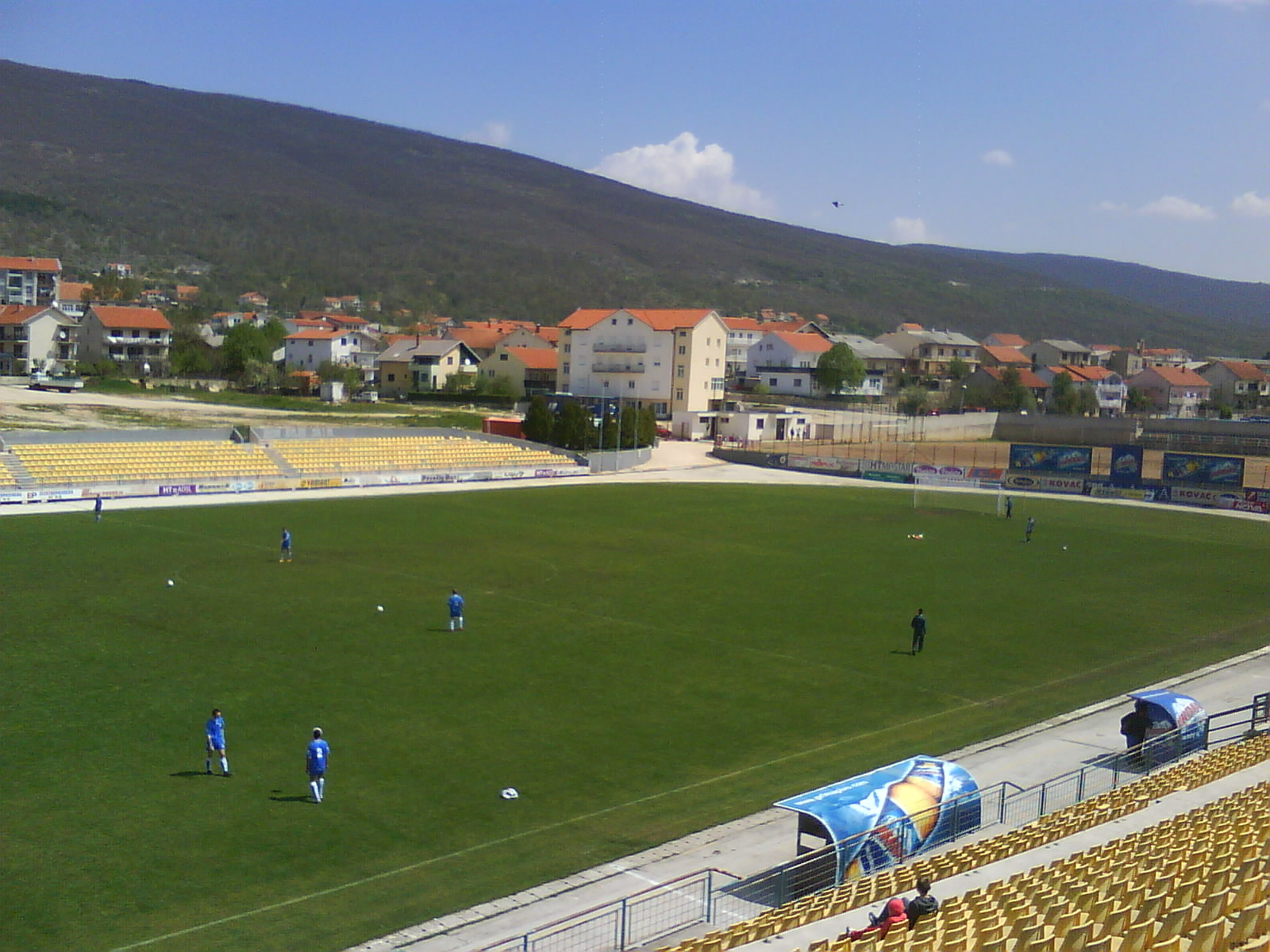
Fußballstadion des HSK Posušje

Der wichtigste Fußballverein ist der 1950 gegründete HSK Posušje. Das Stadion des Vereins bietet bis zu 10.000 Besuchern einen Platz.

### Basketball
- HKK Posušje

## Persönlichkeiten
- Grgo Martić (1822–1905), Schriftsteller
- Darko Ćurdo (1944–2003), Schauspieler und Grafiker
- Ljubomir Ćesić (* 1958), kroatischer General im Ruhestand und Politiker
- Davor Landeka (* 1984), Fußballspieler
- Iva Landeka (* 1989), kroatische Fußballspielerin
- Silvije Begić (* 1993), kroatischer Fußballspieler